# Unione Sportiva Fasano 1988-1989
Questa pagina raccoglie le informazioni riguardanti l'Unione Sportiva Fasano nelle competizioni ufficiali della stagione 1988-1989.

## Rosa
| N. |                   | Ruolo | Calciatore                 |
| -- | ----------------- | ----- | -------------------------- |
|    | Italia (bandiera) | D     | Michele Ammmendola         |
|    | Italia (bandiera) | C     | Cosimo Arsenio             |
|    | Italia (bandiera) | D     | Leonardo Barnabà           |
|    | Italia (bandiera) | C     | Dario Biasi                |
|    | Italia (bandiera) | C     | Giorgio Boscolo            |
|    | Italia (bandiera) | C     | Angelo Cangianiello        |
|    | Italia (bandiera) | D     | Antonio Cesa               |
|    | Italia (bandiera) | D     | Cosimo De Blasio           |
|    | Italia (bandiera) | C     | Antonio De Lorenzo Buratta |
|    | Italia (bandiera) | C     | Claudio De Tommasi         |

| N. |                   | Ruolo | Calciatore             |  |
| -- | ----------------- | ----- | ---------------------- |  |
|    | Italia (bandiera) | A     | Umberto Formoso        |  |
|    | Italia (bandiera) | A     | Massimiliano Franchini |  |
|    | Italia (bandiera) | P     | Daniele Goletti        |  |
|    | Italia (bandiera) | D     | Gabriele Lazzarini     |  |
|    | Italia (bandiera) | A     | Luca Mariotti          |  |
|    | Italia (bandiera) | D     | Salvatore Mazzarano    |  |
|    | Italia (bandiera) | C     | Giorgio Olivari        |  |
|    | Italia (bandiera) |       | Sibilio                |  |
|    | Italia (bandiera) | P     | Roberto Vergallo       |  |
|    | Italia (bandiera) | C     | Giuseppe Zarbano       |  |